# Groupe scolaire de Lamentin
Le groupe scolaire de Lamentin est un bâtiment scolaire situé à Lamentin, sur l'île de Basse-Terre, dans le département de la Guadeloupe en France.
Situé rue du Square, il est classé aux monuments historiques le 8 juin 2017.

## Historique
Une des œuvres conçues par Ali Tur, de style Art Déco, il s'agit d'un des premiers bâtiments construits en béton armé en Guadeloupe. Il fait partie de l'ensemble urbain administratif de Lamentin. 

## Description
Il s'agit d'un bâtiment établi en U comprenant un soubassement. En son centre l'architecte développe ce qui distingue son travail, des pilonnes arrondis et un garde-corps plein à l'étage où est inscrit « Groupe scolaire » en lettres bétonnées. Une clôture de poteaux carrés rapprochés et surmontés d'une boule enchâssée au centre d'une croix horizontale au sommet du pilonne, ferme la parcelle. La clôture d'origine accompagne l'homogénéité de l'ensemble.